# Roning under sommer-OL 1980
Roning var med på det olympiske program for attende gang under OL 1980 i Moskva. Der blev konkurreret i totalt fjorten rodicipliner, otte for mænd og seks for kvinder. Østtyskland blev bedste nation med hele elleve guldmedaljer.

## Medaljer
| Roning under sommer-OL 1980 Moskva | Roning under sommer-OL 1980 Moskva | Roning under sommer-OL 1980 Moskva | Roning under sommer-OL 1980 Moskva | Roning under sommer-OL 1980 Moskva | Roning under sommer-OL 1980 Moskva |
| ---------------------------------- | ---------------------------------- | ---------------------------------- | ---------------------------------- | ---------------------------------- | ---------------------------------- |
| Nr.                                | Land                               | Guld                               | Sølv                               | Bronze                             | Totalt                             |
| 1.                                 | DDR                                | 11                                 | 1                                  | 2                                  | 14                                 |
| 2.                                 | Sovjetunionen                      | 1                                  | 9                                  | 2                                  | 12                                 |
| 3.                                 | Rumænien                           | 1                                  | 0                                  | 2                                  | 3                                  |
| 4.                                 | Finland                            | 1                                  | 0                                  | 0                                  | 1                                  |
| 5.                                 | Bulgarien                          | 0                                  | 1                                  | 3                                  | 4                                  |
| 6.                                 | Storbritannien                     | 0                                  | 1                                  | 2                                  | 3                                  |
| 7.                                 | Jugoslavien                        | 0                                  | 1                                  | 1                                  | 2                                  |
| 7.                                 | Polen                              | 0                                  | 1                                  | 1                                  | 2                                  |
| 9.                                 | Tjekkoslovakiet                    | 0                                  | 0                                  | 1                                  | 1                                  |
| Totalt                             | Totalt                             | 14                                 | 14                                 | 14                                 | 42                                 |

## Mænd

### Singelsculler
| Plads | Udøvere                   | Land | Tid     |
| ----- | ------------------------- | ---- | ------- |
| 1.    | Pertti Karppinen          | FIN  | 7:09.61 |
| 2.    | Vassily Jakoesja          | URS  | 7:11.66 |
| 3.    | Peter Kersten             | DDR  | 7:14.88 |
| 4.    | Vladek Lacina             | TCH  | 7:17.57 |
| 5.    | Hans Svensson             | SWE  | 7:19.38 |
| 6.    | Hugh Matheson             | GBR  | 7:20.28 |
| 7     | Bernard Destraz           | SUI  | 7:19.90 |
| 8     | Konstantinos Kontomanolis | GRE  | 7:20.29 |

### Dobbeltsculler
| Plads | Udøvere                               | Land | Tid     |
| ----- | ------------------------------------- | ---- | ------- |
| 1.    | Joachim Dreifke Klaus Kröppelien      | DDR  | 6:24.33 |
| 2.    | Zoran Pančić Milorad Stanulov         | YUG  | 6:26.34 |
| 3.    | Zdeněk Pecka Václav Vochoska          | TCH  | 6:29.07 |
| 4.    | James Clark Chris Baillieu            | GBR  | 6:31.13 |
| 5.    | Aleksandr Fomtsjenko Jevgeni Doelejev | URS  | 6:35.34 |
| 6.    | Wiesław Kujda Piotr Tobolski          | POL  | 6:39.66 |
| 7.    | José Ramón Oyarzábal José Luis Corta  | ESP  | 6:38.38 |
| 8.    | Mart Boudoux Didier Gallet            | FRA  | 6:40.60 |

### Toer uten styrmand
| Plads | Udøvere                                | Land | Tid     |
| ----- | -------------------------------------- | ---- | ------- |
| 1.    | Bernd Landvoigt Jörg Landvoigt         | DDR  | 6:48.01 |
| 2.    | Joeri Pimenov Nikolaj Pimenov          | URS  | 6:50.50 |
| 3.    | Charles Wiggin Malcolm Carmichael      | GBR  | 6:51.47 |
| 4.    | Constantin Postoiu Valer Toma          | ROU  | 6:53.49 |
| 5.    | Miroslav Vraštil Miroslav Knapek       | TCH  | 7:01.54 |
| 6.    | Anders Larson Anders Wilgotson         | SWE  | 7:02.52 |
| 7     | Pat Gannon William Ryan                | IRL  | 6:54.60 |
| 8     | Jean-Claude Roussel Dominique Lecointe | FRA  | 6:55.22 |

### Toer med styrmand
| Plads | Udøvere                                                              | Land | Tid     |
| ----- | -------------------------------------------------------------------- | ---- | ------- |
| 1.    | Harald Jährling Friedrich-Wilhelm Ulrich Georg Spohr (styrmand)      | DDR  | 7:02.54 |
| 2.    | Viktor Pereverzev Gennadi Krjoetsjkin Aleksandr Loekjanov (styrmand) | URS  | 7:03.35 |
| 3.    | Duško Mrduljaš Zlatko Celent Josip Reić (styrmand)                   | YUG  | 7:04.92 |
| 4.    | Petre Ceapura Gabriel Bularda Ladislau Lovrenschi (styrmand)         | ROU  | 7:07.17 |
| 5.    | Tsvetan Petkov Roemen Christov Totsjo Kitsjev (styrmand)             | BUL  | 7:09.21 |
| 6.    | Josef Plamínek Milan Škopek Oldřich Hejdušek (styrmand)              | TCH  | 7:09.41 |
| 7     | Antonio Dell'Aquila Giuseppe Abbagnale Giuseppe Di Capua (styrmand)  | ITA  | 7:18.87 |
| 8     | Serge Fornara Hervé Bourquel Jean-Pierre Huguet Balent (styrmand)    | FRA  | 7:21.27 |

### Dobbeltfirer
| Plads | Udøvere                                                                       | Land | Tid     |
| ----- | ----------------------------------------------------------------------------- | ---- | ------- |
| 1.    | Frank Dundr Karsten Bunk Uwe Heppner Martin Winter                            | DDR  | 5:49.81 |
| 2.    | Joeri Sjapotsjka Jevgeni Barbakov Valeri Klesjnev Nikolai Dovgan              | URS  | 5:51.47 |
| 3.    | Mintsjo Nikolov Ljoebomir Petrov Ivo Roussev Bogdan Dobrev                    | BUL  | 5:52.38 |
| 4.    | Christian Marquis Jean-Raymond Peltier Charles Imbert Roland Weill            | FRA  | 5:53.45 |
| 5.    | Juan Solano Jésus Gonzalez Manuel Vera Julio Oliver                           | ESP  | 6:01.19 |
| 6.    | Milan Arežina Darko Zibar Dragan Obradović Nikola Stefanović                  | YUG  | 6:10.19 |
| 7     | Andrzej Skowroński Zbigniew Andruszkiewicz Ryszard Burak Stanisław Wierzbicki | POL  | 5:58.63 |
| 8     | Victor Scheffers Jeroen Vervoort Rob Robbers Ronald Vervoort                  | NED  | 6:02.58 |

### Firer uten styrmand
| Plads | Udøvere                                                                       | Land | Tid     |
| ----- | ----------------------------------------------------------------------------- | ---- | ------- |
| 1.    | Jürgen Thiele Andreas Decker Stefan Semmler Siegfried Brietzke                | DDR  | 6:08.17 |
| 2.    | Aleksej Kamkin Valeri Dolinin Aleksandr Koelagin Vitali Jelissejev            | URS  | 6:11.81 |
| 3.    | John Beattie Ian McNuff David Townsend Martin Cross                           | GBR  | 6:16.58 |
| 4.    | Vojtěch Caska Jiří Prudil Josef Neštický Luboš Zapletal                       | TCH  | 6:18.63 |
| 5.    | Daniel Voiculescu Carolica Ilies Petru Iosub Nicolae Simion                   | ROU  | 6:19.45 |
| 6.    | Jürg Weitnauer Bruno Saile Hans-Konrad Trümpler Stefan Netzle                 | SUI  | 6:26.46 |
| 7     | Jean-Pierre Bremer Nicolas Lourdaux Bernard Bruand Dominique Basset           | FRA  | 6:19.06 |
| 8     | Mirosław Jarzembowski Mariusz Trzciński Henryk Trzciński Marek Niedziałkowski | POL  | 6:22.31 |

### Firer med styrmand
| Plads | Udøvere                                                                                      | Land | Tid     |
| ----- | -------------------------------------------------------------------------------------------- | ---- | ------- |
| 1.    | Dieter Wendisch Ullrich Dießner Walter Dießner Gottfried Döhn Andreas Gregor (styrmand)      | DDR  | 6:14.51 |
| 2.    | Artūrs Garonskis Dimants Krišjānis Dzintars Krišjānis Žoržs Tikmers Juris Bērziņš (styrmand) | URS  | 6:19.05 |
| 3.    | Grzegorz Stellak Adam Tomasiak Grzegorz Nowak Ryszard Stadniuk Ryszard Kubiak (styrmand)     | POL  | 6:22.52 |
| 4.    | Manuel Bermudez Isidro Martin Salvador Verges Luis Maria Lasurtegui Javier Sabria (styrmand) | ESP  | 6:26.23 |
| 5.    | Christo Aleksandrov Vilhem Germanov Georgi Petkov Stojan Stojanov Nenko Dobrev (styrmand)    | BUL  | 6:28.13 |
| 6.    | Daniel Homberger Peter Rahn Roland Stocker Peter Stocker Karl Graf (styrmand)                | SUI  | 6:30.26 |
| 7     | Leonard Robertson Gordon Rankine Colin Seymour John Roberts Alan Inns (styrmand)             | GBR  | 6:27.11 |
| 8     | Laildo Machado Wandir Kuntze Walter Soares Henrique Johann Manoel Novo (styrmand)            | BRA  | 6:33.29 |

### Åtter
| Plads | Udøvere | Land | Tid     |
| ----- | --- | ---- | ------- |
| 1.    | Bernd Krauß Hans-Peter Koppe Ulrich Kons Jörg Friedrich Jens Doberschütz Ulrich Karnatz Uwe Dühring Bernd Höing Klaus-Dieter Ludwig (styrmand)                           | DDR  | 5:49.05 |
| 2.    | Duncan McDougall Allan Whitwell Henry Clay Chris Mahoney Andrew Justice John Pritchard Malcom McGowan Richard Stanhope Colin Moynihan (styrmand)                         | GBR  | 5:51.92 |
| 3.    | Wiktor Kokosjkin Andrej Tisjtsjenko Aleksandr Tkatsjenko Jonas Pintskus Jonas Normantas Aleksandr Mantsevitsj Andrej Loegin Igor Maistrenko Grigori Dmitrenko (styrmand) | URS  | 5:52.66 |
| 4.    | Pavel Pevný Luboš Janko Ctirad Jungmann Karel Neffe Karel Mejta Dušan Vičík Milan Doleček Milan Kyselý Jiří Pták (styrmand)                                              | TCH  | 5:53.73 |
| 5.    | Islay Lee Stephen Handley William Dankbaar Andrew Withers Timothy Willoughby James Lowe Timothy Young Brian Richardson David England (styrmand)                          | AUS  | 5:56.74 |
| 6.    | Dimitar Janakiev Todor Mrankov Bozjidar Rogelov Ivan Botev Jani Ignatov Michail Petrov Petar Patzev Vesselin Sjterev Ventzislav Koentsjev (styrmand)                     | BUL  | 6:04.05 |
| 7     | Ferenc Kiss Péter Tóvári Róbert Sass Attila Strochmayer András Kormos Zoltán Sztárcsevics Kálmán Toronyi László Kiss Miklós Bálint (styrmand)                            | HUN  | 5:57.61 |
| 8     | Wenceslao Borroto Ismael Same Juan Alfonso Juan Bueno Francisco Mora Hermenegildo Pálacio Jorge Alvarez Antonio Riaño Enrique Carrillo (styrmand)                        | CUB  | 6:14.98 |

## Kvinder

### Singelsculler
| Plads | Udøvere          | Land | Tid     |
| ----- | ---------------- | ---- | ------- |
| 1.    | Sanda Toma       | ROU  | 3:40.69 |
| 2.    | Antonina Machina | URS  | 3:41.65 |
| 3.    | Martina Schröter | DDR  | 3:43.54 |
| 4.    | Rositsa Spasova  | BUL  | 3:47.22 |
| 5.    | Beryl Mitchell   | GBR  | 3:49.71 |
| 6.    | Beata Dziadura   | POL  | 3:51.45 |
| 7     | Frances Cryan    | IRL  |         |
| —     | Mariann Ambrus   | HUN  | DNS     |

### Dobbeltsculler
| Plads | Udøvere                               | Land | Tid     |
| ----- | ------------------------------------- | ---- | ------- |
| 1.    | Jelena Chloptseva Larissa Popova      | URS  | 3:16.27 |
| 2.    | Cornelia Linse Heidi Westphal         | DDR  | 3:17.63 |
| 3.    | Olga Homeghi Valeria Roşca            | ROU  | 3:18.91 |
| 4.    | Svetla Otsetova Zdravka Jordanova     | BUL  | 3:23.14 |
| 5.    | Hanna Jarkiewicz Janina Klucznik      | POL  | 3:27.25 |
| 6.    | Ilona Bata Klára Pétervári-Langhoffer | HUN  | 3:35.70 |
| 7     | Sue Handscomb Astrid Ayling           | GBR  |         |

### Toer uden styrmand
| Plads | Udøvere                                 | Land | Tid     |
| ----- | --------------------------------------- | ---- | ------- |
| 1.    | Ute Steindorf Cornelia Klier            | DDR  | 3:30.49 |
| 2.    | Małgorzata Dlużewska Czesława Kociańska | POL  | 3:30.95 |
| 3.    | Siika Barboelova Stojanka Koerbatova    | BUL  | 3:32.39 |
| 4.    | Florica Dospinescu Elena Oprea          | ROU  | 3:35.14 |
| 5.    | Larissa Zavarzina Galina Stepanova      | URS  | 4:12.53 |
| 6.    | Teréz Bednarik Éva Molnár               | HUN  |         |

### Dobbeltfirer med styrmand
| Plads | Udøvere                                                                                                  | Land | Tid     |
| ----- | --- | ---- | ------- |
| 1.    | Sybille Reinhardt Jutta Ploch Jutta Lau Roswietha Zobelt Liane Buhr (styrmand)                           | DDR  | 3:15.32 |
| 2.    | Antonina Poestovit Jelena Matievskaja Olga Vasiltsjenko Nadezjda Ljoebimova Nina Tsjeremisina (styrmand) | URS  | 3:15.73 |
| 3.    | Mariana Serbezova Roumeliana Boneva Dolores Nakova Ani Bakova Stanka Georgijeva (styrmand)               | BUL  | 3:16.10 |
| 4.    | Maria Macoviciuc Aneta Mihaly Sofia Banovici Mariana Zaharia Elena Giurcă (styrmand)                     | ROU  | 3:16.82 |
| 5.    | Bogusława Tomasiak Mariola Abrahamczyk Maria Kobylińska Aleksandra Kaczyńska Maria Dzieża (styrmand)     | POL  | 3:20.95 |
| 6.    | Ineke Donkervoort Lily Meeuwisse Greet Hellemans Jos Compaan Monique Pronk (styrmand)                    | NED  | 3:22.64 |
| 7     | Judit Kéri Valéria Gyimesi Zoltanne Ribáry Kamilla Kosztolányi Erzsébet Nagy (styrmand)                  | HUN  |         |

### Firer med styrmand
| Plads | Udøvere                                                                                             | Land | Tid     |
| ----- | --------------------------------------------------------------------------------------------------- | ---- | ------- |
| 1.    | Ramona Kapheim Silvia Fröhlich Angelika Noack Romy Saalfeld Kirsten Wenzel (styrmand)               | DDR  | 3:19.27 |
| 2.    | Ginka Gjoerova Mariika Modeva Rita Todorova Iskra Velinova Nadezjda Filipova (styrmand)             | BUL  | 3:20.75 |
| 3.    | Marija Fadejeva Galina Sovetnikova Marina Stoedneva Svetlana Semjonova Nina Tsjeremisina (styrmand) | URS  | 3:20.92 |
| 4.    | Georgeta Masca Florica Szilaghy Maria Tanasa Valeria Catescu Aneta Matei (styrmand)                 | ROU  | 3:22.08 |
| 5.    | Anne Chirnside Verna Westwood Pamela Westendorf Sally Harding Susanne Palfreyman (styrmand)         | AUS  | 3:26.37 |
| 6.    | Pauline Janson Bridget Buckley Pauline Hart Jane Cross Sue Brown (styrmand)                         | GBR  |         |

### Otter
| Plads | Udøvere | Land | Tid     |
| ----- | --- | ---- | ------- |
| 1.    | Martina Boesler Kersten Neisser Christiane Köpke Birgit Schütz Gabriele Kühn Ilona Richter Marita Sandig Karin Metze Marina Wilke (styrmand)                                      | DDR  | 3:03.32 |
| 2.    | Olga Pivovarova Nina Umanets Nadezjda Prisjtsjepa Valentina Zjoelina Tatjana Stetsenko Jelena Teresjina Nina Preobrazjenskaja Marija Pazjoen Nina Frolova (styrmand)              | URS  | 3:04.29 |
| 3.    | Angelica Aposteanu Marlena Zagoni Rodica Frîntu Florica Bucur Rodica Puscatu Ana Iliuţă Mariana Constantinescu Elena Bondar Elena Dobriţoiu (styrmand)                            | ROU  | 3:05.63 |
| 4.    | Daniela Stavreva Stefka Koleva Todorka Vassileva Snezjka Christeva Roumiana Kostova Veneta Karamandzjoekova Mariana Mintsjeva Valentina Aleksandrova Stanka Georgijeva (styrmand) | BUL  | 3:10.03 |
| 5.    | Gillian Hodges Joanna Toch Penelope Sweet Linda Clark Elizabeth Paton Rosemary Clugston Nicola Boyes Beverly Jones Pauline Wright (styrmand)                                      | GBR  | 3:13.85 |
| 6.    | Urszula Niebrzydowska Ewa Lewandowska Wanda Piątkowska Beata Kamuda Jolanta Modlińska Teresa Soroka Krystyna Ambros Wiesława Kiełsznia Grazyna Różańska (styrmand)                | POL  |         |